# Dalhousie (kantonnement)
Dalhousie is een kantonnement in het district Chamba van de Indiase staat Himachal Pradesh. 

## Demografie
Volgens de Indiase volkstelling van 2001 wonen er 1.962 mensen in Dalhousie, waarvan 56% mannelijk en 44% vrouwelijk is. De plaats heeft een alfabetiseringsgraad van 76%. 